# Bagoly Gábor
Bagoly Gábor (Nyíregyháza, 1973. április 27. –) labdarúgó, hátvéd.

## Pályafutás
Debrecenben mutatkozott be az első osztályban, ahol két ízben is kölcsönadták, egyszer Nyíregyházára, egyszer pedig Hajdúszoboszlóra, eztkövetően meghatározó játékos lett. 2000-ben igazolt Dunaújvárosba, ahol két évet töltött, majd Sopronba szerződött, ahol állandó csapattag volt, és még a csapatkapitányi tiszt is az övé lehetett.